# フォー・ビギナーズ・シリーズ
フォー・ビギナーズ・シリーズは、イギリスやアメリカ、カナダ、ドイツ、ベトナムで出版されているシリーズ。日本では、現代書館で刊行されている。

## 概要
『～・フォー・ビギナーズ』として出されている、イラストと文章による書籍のシリーズである。「初心者のための～」という意味である。「見る思想書」と銘打たれている。
1966年に、メキシコのイラスト画家のリウスが、スペイン語の文とイラストでの本『初心者のためのキューバ』(Cuba para principiantes)を出版する。1970年に、イギリスの Writers & Readers Publishing Cooperative 社が、英訳の『キューバ・フォー・ビギナーズ』(Cuba For Beginners)を出版する。リウスの挿絵と文では、『マルクス・フォー・ビギナーズ』(Marx For Beginners)が人気を博す。また、リチャード・アッピグナネッセイの文章とオスカー・サーラテの挿絵で、『フロイト・フォー・ビギナーズ』や『レーニン・フォー・ビギナーズ』も、出版される。アメリカの Panthon Books 社や、Steerforth Press 社からも出版されている。
カナダの Éditions Boréal 社がフランス語版を刊行している。ドイツの Rowohlt Verlag 社がドイツ語版を出版している。ベトナムにおいても、ベトナム語版がある。
日本では、1980年10月に、現代書館が、『フロイト・フォー・ビギナーズ』や、『マルクス・フォー・ビギナーズ』が、出版される。『アインシュタイン』や『カント』など、翻訳本があいついで刊行される。1982年2月、初の日本語版オリジナルとして、佐藤文明の文と貝原浩のイラストで、『戸籍・フォー・ビギナーズ』が出版される。日本語版オリジナルでは『天皇制』、『日本の教科書』といった内容の本が目立つ一方で、『宮沢賢治』や『宝塚』など政治色が感じられない本もある。2010年3月現在、現代書館でのフォー・ビギナーズ・シリーズでは、翻訳本が29冊、日本語版オリジナルが76冊出版されている。また、日本独自の『フォー・ビギナーズ・サイエンス』シリーズも13冊出版している。
なお、Steerforth Press 社の『バラク・オバマ・フォー・ビギナーズ』(Barack Obama For Beginners)や、『サルトル・フォー・ビギナーズ』(Sartre For Beginners) など、日本語版が実現していない『フォー・ビギナーズ』もかなりある。

## フォー・ビギナーズ・シリーズの一部
日本語に翻訳されたもの
- マルクス For beginners
- アインシュタイン For beginners
- フロイト For beginners
- レーニン FOR BEGINNERS
- 資本主義 For beginners
- ダーウィン・フォー・ビギナーズ
- 七大経済学 (For beginners
- 食糧 For beginners
- エコロジー For beginners
- フランス革命 For beginnersシリーズ
- カント FOR BEGINNERS

日本語版オリジナル
- 戸籍 FOR BEGINNERS
- 吉田松陰 For beginners
- 日本の仏教 FOR BEGINNERS
- 憲法 FOR BEGINNERS
- マイコン For beginners
- 天皇制 FOR BEGINNERS
- 生命操作 FOR BEGINNERS
- ラジコン・グライダー入門 FOR BEGINNERS
- ラジコン飛行機入門 FOR BEGINNERS
- 自然食 FOR BEGINNERS
- 教科書 FOR BEGINNERS
- 近代女性史 FOR BEGINNERS
- ラジコン・ヘリコプター入門 FOR BEGINNERS
- 日本の警察 FOR BEGINNERS
- エントロピー FOR BEGINNERS
- インスタントアート For beginners
- 吉本隆明 For beginners
- 家族 FOR BEGINNERS
- 三島由紀夫 FOR BEGINNERS
- ラジコン・ボート入門 FOR BEGINNERS
- ヤクザ FOR BEGINNERS
- 宮沢賢治 FOR BEGINNERS
- 宝塚 FOR BEGINNERS
- 住基ネットと人権 FOR BEGINNERS